# Amy Williams
Amy Williams (n. 29 septembrie 1982, Cambridge, Anglia, Regatul Unit) este o sportivă ce a reprezentat Regatul Unit al Marii Britanii și al Irlandei de Nord, medaliată olimpică. A participat la o ediție a Jocurilor Olimpice (2010) în care a câștigat o medalie de aur.

## Participări
Lista de mai jos prezintă principalele competiții la care a participat Amy Williams de-a lungul carierei.
- skeleton at the 2010 Winter Olympics – women's[*]